# Jacoba van Tongerenbrug
De Jacoba van Tongerenbrug (brugnummer 602) is een vaste brug in Amsterdam Nieuw-West, Slotermeer.
De verkeersbrug is gelegen in de Burgemeester Fockstraat en is gelegen over de Afwateringstocht. Ze voert naar het zuidelijk gelegen Gerbrandypark. De brug is aangelegd in 1953 naar een ontwerp van Piet Kramer uit 1950 (de jaarstenen vermelden 1951). De brug is aangelegd in de Amsterdamse Schoolstijl en laat de kenmerken van Kramer zien. Baksteen afgewisseld met graniet en de siersmeedijzeren balustrades zijn van zijn hand. Opvallend aan de brug waren een aantal granieten blokken, waar kunstwerken van Hildo Krop gepland waren, maar die zijn er niet in het tijdperk Kramer  gekomen. In 1987 werden de blokken bewerkt en gerangschikt door beeldhouwer Ton Kalle. Het is een van de zes bruggen die Kramer voor de westelijke stadsuitbreiding ontwierp, nog geen twintig meter zuidwaarts ligt de door hem ontworpen Brug 609. 
De brug is op verzoek van ex-burgemeester Job Cohen (vergadering 26 mei 2015, publicatie 27 mei 2015) vernoemd naar verzetsstrijdster Jacoba van Tongeren en dochter van Hermannus van Tongeren sr.. Het naambord werd in 2016 op de brug bevestigd in het bijzijn van haar biograaf Paul van Tongeren, neef van Jacoba en kleinzoon van Hermannus van Tongeren sr. 

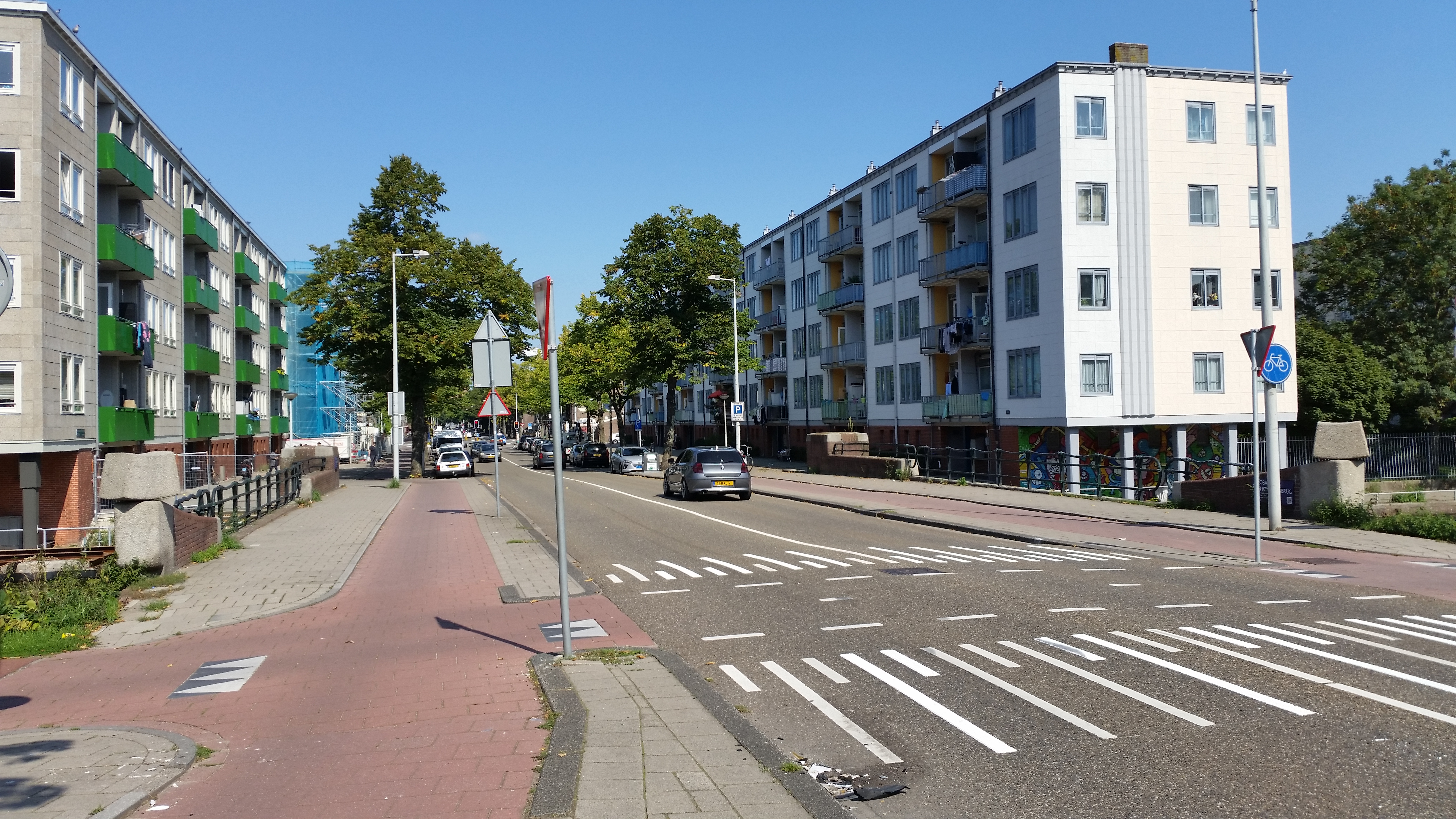
Overzichtsfoto (september 2018)
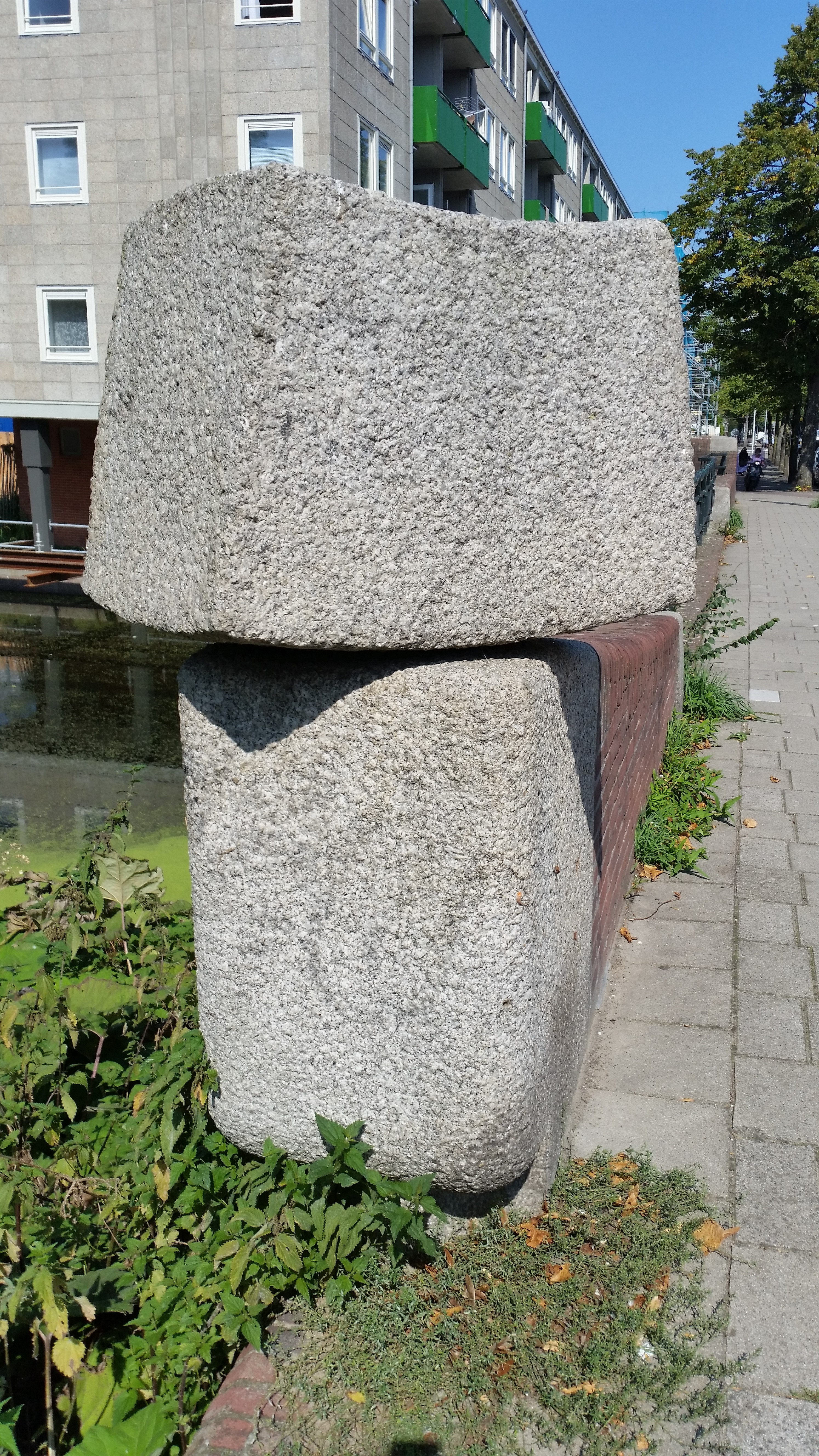
Onaf plastiek (september 2018)
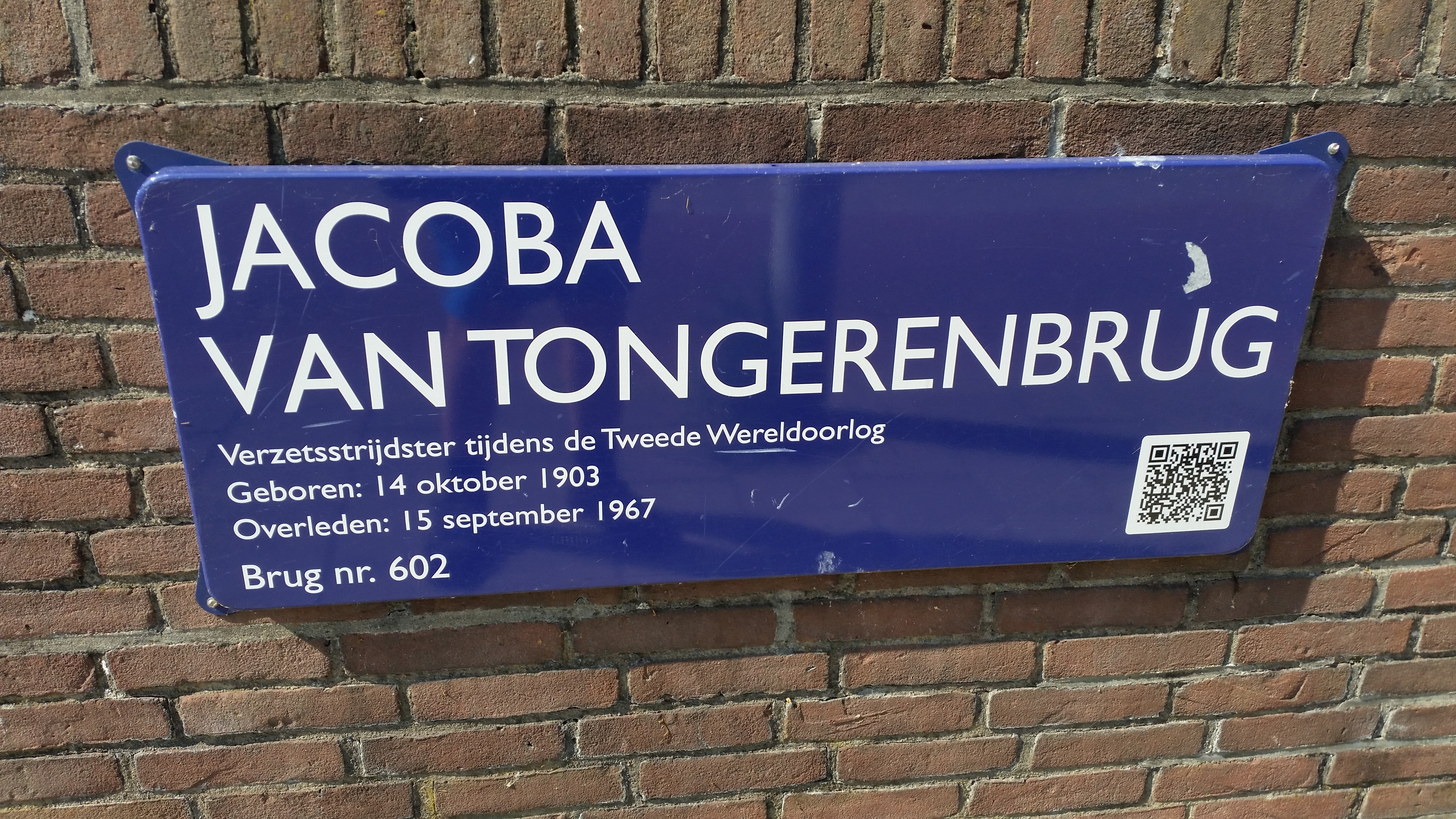
Naamplaat (september 2018)